# Man Bahadur Gurung
Man Bahadur Gurung (15 de março de 1993) é um futebolista butanês que atua como zagueiro. Atualmente defende o Thimphu City.

## Carreira internacional
Man Bahadur jogou sua primeira partida pela seleção butanesa em 3 de dezembro de 2011, contra o Sri Lanka, pela Copa da SAFF. A partida terminou em derrota por 3 a 0.